# هنري ديكاو
هنري ديكاو (بالفرنسية: Henri Decaë)‏31 يوليو 1915 - 7 مارس 1987) دخل صناعة السينما كمهندس صوت ومحرر صوت. كان مصورًا صحفيًا في الجيش الفرنسي خلال الحرب العالمية الثانية. بعد الحرب بدأ في صناعة الأفلام الوثائقية القصيرة وإخراج وتصوير الأفلام الصناعية والتجارية. في عام 1947 قدم فيلمه الطويل الأول.
يرتبط ديكاو بقوة بالمخرجين الذين أثروا بقوة أو كانوا جزءًا من الموجة الفرنسية الجديدة. ومن هؤلاء جان-بيير ميلفيل ولويس ماليه وكلود شابرول وفرانسوا تروفو وأيضاً صور فيلم للمخرج الأمريكي المُهم سيدني بولاك. عمل ديكا لأول مرة كمصور سينمائي مع ملفيل في صمت البحر إنتاج 1949 الذي يعد أول فيلم لمفيل أيضاً.

## وصلات خارجية
- هنري ديكاو في قاعدة بيانات الأفلام على الإنترنت